# Profsojuznaja
Profsojuznaja (in russo Профсоюзная ~ Stazione Unione del Lavoro?) è una stazione della Linea Kalužsko-Rižskaja, la linea 6 della Metropolitana di Mosca.
Inaugurata nel 1962, Profsojuznaja fu costruita secondo il design standard a tre arcate e presenta pilastri ricoperti di marmo grigio. Le mura sono rifinite con un motivo a diamante costituito da 4x4 quadrati di piastrelle di ceramica bianche. Gli architetti responsabili della stazione furono Nina Aleshina e N.I. Demchinsky.
I due ingressi sotterranei sono situati in via Profsojuznaja, la strada a cui è intitolata la stazione, all'altezza dell'incrocio con Nakhimovskij Prospekt conosciuto come Piazza Josip Broz Tito.